# Physospermopsis
Physospermopsis es un género  de plantas herbáceas perteneciente a la familia de las apiáceas.    Comprende 24 especies descritas y de estas, solo 8 aceptadas.

## Taxonomía
El género fue descrito por Karl Friedrich August Hermann Wolff y publicado en Notizblatt des Botanischen Gartens und Museums zu Berlin-Dahlem 9(84): 276–278. 1925. La especie tipo es:	Physospermopsis delavayi (Franch.) H. Wolff

## Especies
A continuación se brinda un listado de las especies del género Physospermopsis aceptadas hasta septiembre de 2012, ordenadas alfabéticamente. Para cada una se indica el nombre binomial seguido del autor, abreviado según las convenciones y usos.
- Physospermopsis alepidioides (H. Wolff & Hand.-Mazz.) Shan
- Physospermopsis cuneata H. Wolff
- Physospermopsis delavayi (Franch.) H. Wolff
- Physospermopsis kingdon-wardii (H. Wolff) C. Norman
- Physospermopsis muliensis Shan & S.L. Liou
- Physospermopsis obtusiuscula (Wall. ex DC.) C. Norman
- Physospermopsis rubrinervis (Franch.) C. Norman
- Physospermopsis shaniana C.Y. Wu & F.T. Pu